# Finkenbach (Wiesbach)
Der Finkenbach ist ein 7,4 km langer, orografisch linker Nebenfluss des Wiesbachs in der Rheinhessischen Schweiz, die zum deutschen Bundesland Rheinland-Pfalz gehört.

## Geographie
Die Quelle des Finkenbachs liegt im Süden von Mörsfeld in der Senke zwischen Monzfelder Hübel im Norden, Schwarzer Hübel im Westen und Märmelstein im Süden auf einer Höhe von etwa 320 m ü. NHN. Von hier aus fließt der Bach zuerst nach Osten. Nach kurzem Lauf mündet rechtsseitig der von Süden kommende Kriegsbach, der bis zur Mündung selbst die längere Flussstrecke zurückgelegt hat.
Unterhalb der Mündung wendet der Finkenbach seinen Lauf nach Norden. Östlich von Mörsfeld mündet linksseitig der aus dem Dorf kommende Schindelbach. Im Unterlauf begleitet die Landstraße L404 den Flusslauf. Nachdem der Bach die Ortschaft Wendelsheim durchflossen hat, mündet er am nordöstlichen Ortsrand auf 168 m ü. NHN linksseitig in den Wiesbach.
Nach seinem 7,4 km langen Weg mit mittlerem Sohlgefälle von 22,7 ‰ erreicht der Finkenbach etwa 168 Höhenmeter unterhalb seiner Quelle das Ufer des Wiesbachs. Er entwässert ein 18,053 km² großes Einzugsgebiet über Wiesbach, Nahe und Rhein in die Nordsee und gehört somit zum Flusssystem den Rheins.

## Umwelt
Der Finkenbach ist ein feinmaterialreicher, karbonatischer Mittelgebirgsbach. Seine Gewässerstrukturgüte wird überwiegend mit deutlich verändert (Güteklasse IV), im Unterlauf bei Wendelsheim mit vollständig verändert (Güteklasse VII) angegeben. Nur einige Abschnitte vor Weißenstein und zwischen Pfaffenloch und Finkenmühle wird als mäßig verändert (Güteklasse III) eingestuft. Die Gewässergüte des Finkenbachs wird für den gesamten Verlauf mit mäßig belastet (Güteklasse II) eingestuft. (Stand: 2005)